# كينت باير
كينت باير (بالإنجليزية: Kent Baer)‏ هو لاعب كرة قدم أمريكية أمريكي، ولد في 2 مايو 1951 في لوغان في الولايات المتحدة.